# Bibiana Beglau
Bibiana Beglau, née à Brunswick (en allemand : Braunschweig), en Basse-Saxe, le 16 juillet 1971, est une actrice allemande.

## Biographie
Bibiana Beglau est diplômée de la Hochschule für Musik und Theater à Hambourg. Au théâtre, elle se produit régulièrement dans des mises en scène de personnalités comme Christoph Marthaler, Einar Schleef, Frank Castorf et Luk Perceval avant de gagner une reconnaissance nationale et internationale pour son rôle de premier plan dans Les Trois Vies de Rita Vogt, le long métrage de Volker Schlöndorff pour lequel elle remporte de nombreux prix, dont l'Ours d'argent de la meilleure actrice et le prix Ulrich-Wildgruber (de). Elle remporte également, en 2007, le prix Adolf-Grimme pour Unter dem Eis (de).

## Filmographie partielle

### Au cinéma
- 2000 : Les Trois Vies de Rita Vogt (Die Stille nach dem Schuß) de Volker Schlöndorff : Rita Vogt
- 2004 : Le Neuvième jour (Der neunte Tag) de Volker Schlöndorff :
- 2004 : La Ligne de cœur (Kammerflimmern) de Hendrik Hölzemann : Dr. Tod / Frau Neumann
- 2017 : Runaway (Luna) de Khaled Kaissar : Julia
- 2018 : Mille nuances de pluie (1000 Arten Regen zu beschreiben) d'Isabel Prahl : Susanne

### À la télévision
- 2018 : Sept heures avec un tueur de Christian Görlitz : Hanna

## Distinctions
- 2000 : Berlinale : Ours d'argent de la meilleure actrice : ex æquo avec Nadja Uhl pour Les Trois Vies de Rita Vogt (Die Stille nach dem Schuß)